# 神山町 (渋谷区)
神山町（かみやまちょう）は、東京都渋谷区の町名。「丁目」の設定のない単独町名である。住居表示実施済区域。

## 地理
東京都渋谷区の南西部に位置する。町域内西部一帯は山手通り（東京都道317号環状六号線）に接し、これを境に富ヶ谷二丁目に接する。北部は富ヶ谷一丁目に接する。東部は井ノ頭通りに接し、これを境に渋谷区神南になる。南東部は渋谷区宇田川町に接している。南部は渋谷区松濤に接している。南西端は目黒区駒場にも接している。吉田茂、麻生太郎の居地。外国大使館や日本放送協会 (NHK) 関連会社も多い。

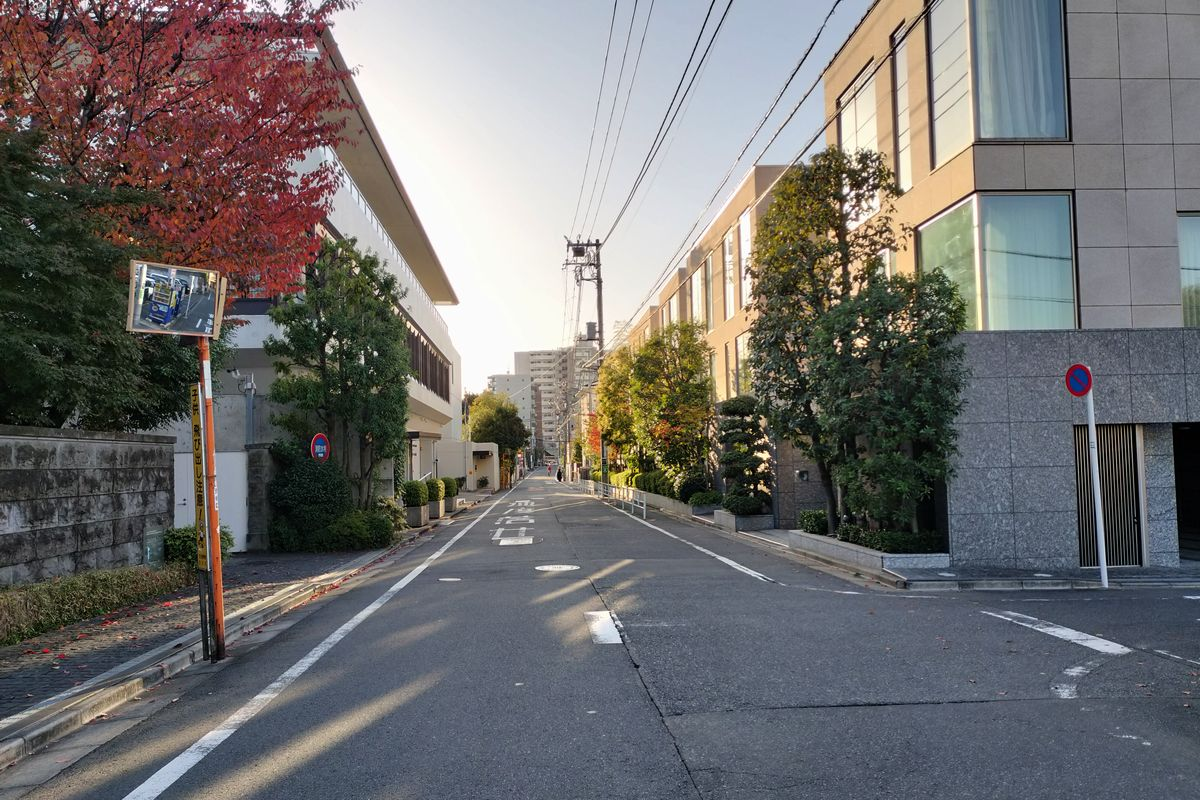
西側はほぼ平坦である（ニュージーランド大使館前の道路）。
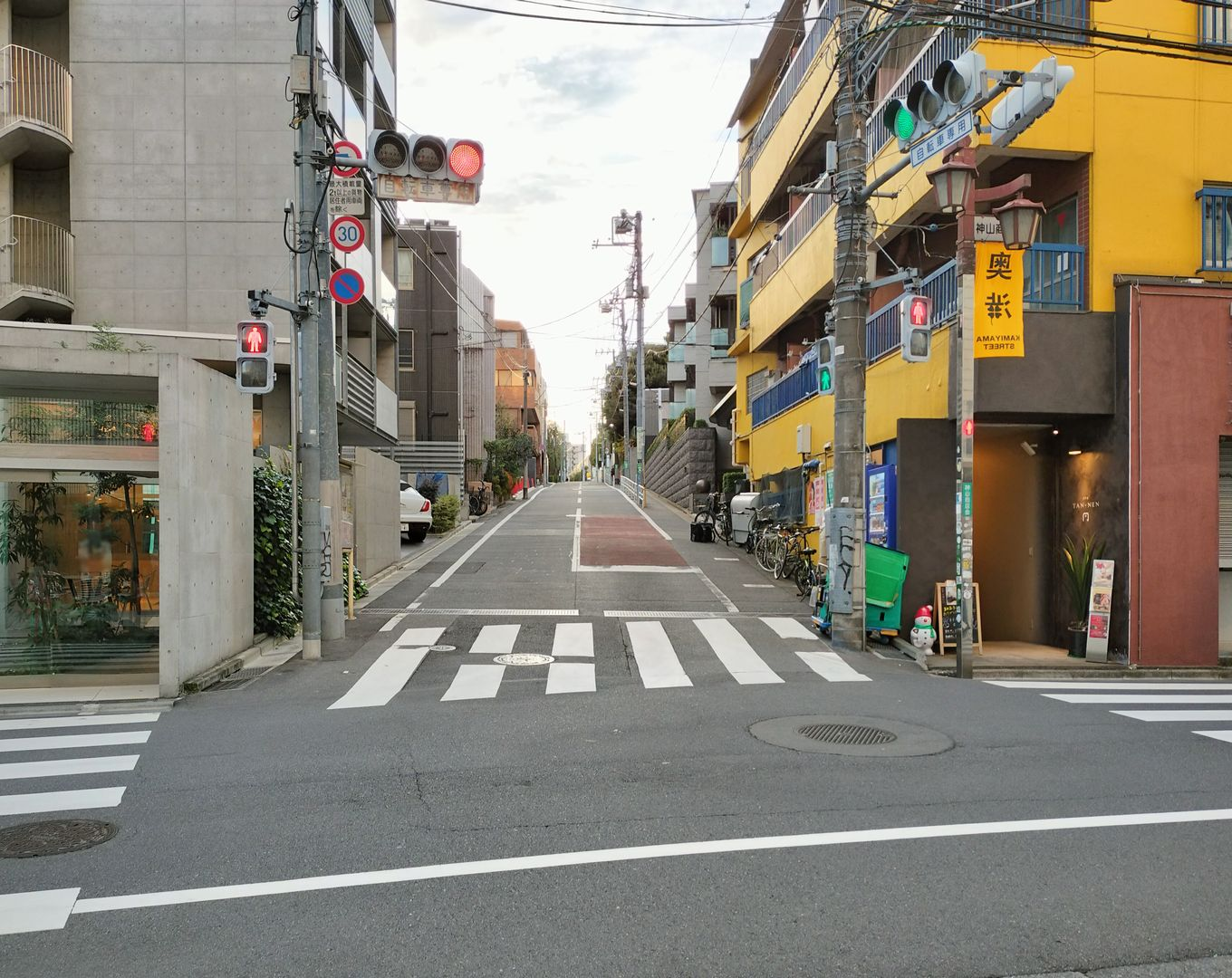
東側は旧宇田川に向かう斜面となっている（同じ道路の東側、白洋舎前）。

## 世帯数と人口
2024年（令和6年）12月1日現在（渋谷区発表）の世帯数と人口は以下の通りである。
- 世帯数 : 1,826世帯
- 人口 : 2,922人

### 人口の変遷
国勢調査による人口の推移。
| 年                 | 人口  |
| ------------------ | ----- |
| 1995年（平成7年）  | 1,834 |
| 2000年（平成12年） | 1,970 |
| 2005年（平成17年） | 2,216 |
| 2010年（平成22年） | 2,191 |
| 2015年（平成27年） | 2,642 |
| 2020年（令和2年）  | 3,024 |

### 世帯数の変遷
国勢調査による世帯数の推移。
| 年                 | 世帯数 |
| ------------------ | ------ |
| 1995年（平成7年）  | 935    |
| 2000年（平成12年） | 1,086  |
| 2005年（平成17年） | 1,225  |
| 2010年（平成22年） | 1,379  |
| 2015年（平成27年） | 1,801  |
| 2020年（令和2年）  | 1,951  |

## 学区
区立小・中学校に通う場合、学区は以下の通りとなる（2023年3月時点）。
| 番地         | 小学校             | 中学校             | 調整区域による変更可能校              |
| ------------ | ------------------ | ------------------ | ------------------------------------- |
| 4～42番      | 渋谷区立神南小学校 | 渋谷区立松濤中学校 |                                       |
| 1〜3番、43番 | 渋谷区立富谷小学校 | 渋谷区立上原中学校 | 渋谷区立神南小学校 渋谷区立松濤中学校 |

## 交通

### 鉄道
町域内に鉄道駅はないが、代々木八幡駅・代々木公園駅・神泉駅・渋谷駅・原宿駅が近い。

### 道路

#### 主な道路
- 井ノ頭通り - 東端を通る。
- 山手通り - 西端を通る。
- 神山通り - 井ノ頭通りのやや西側を並走している。富ヶ谷、神山町、松濤を縦貫している（北側では「富ヶ谷一丁目通り」、南側では「オーチャード・ロード」と呼ばれる）。一方通行路で、路線バスも通るが、歩道はない[注釈 1]。00年代に奥渋谷（奥渋）として知られるようになり、来訪者が増えている。

#### 遊歩道
- 宇田川遊歩道 - 旧・宇田川の跡地を遊歩道としたもの。井ノ頭通りと神山通りの間を通る。歩道は神山町南端で終わるが、そのまま進むと宇田川交番前に至る。

#### 高速道路
- 首都高速中央環状線 - 山手通りの地下を山手トンネルが通っている。地上には神山町換気所や富ヶ谷出入口（所在地は神山町）がある。

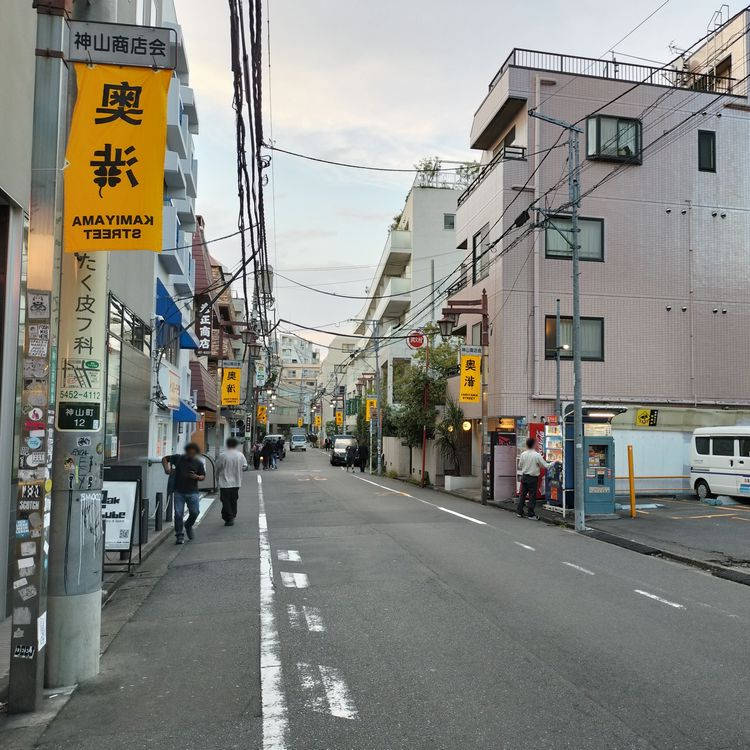
神山通りの南端
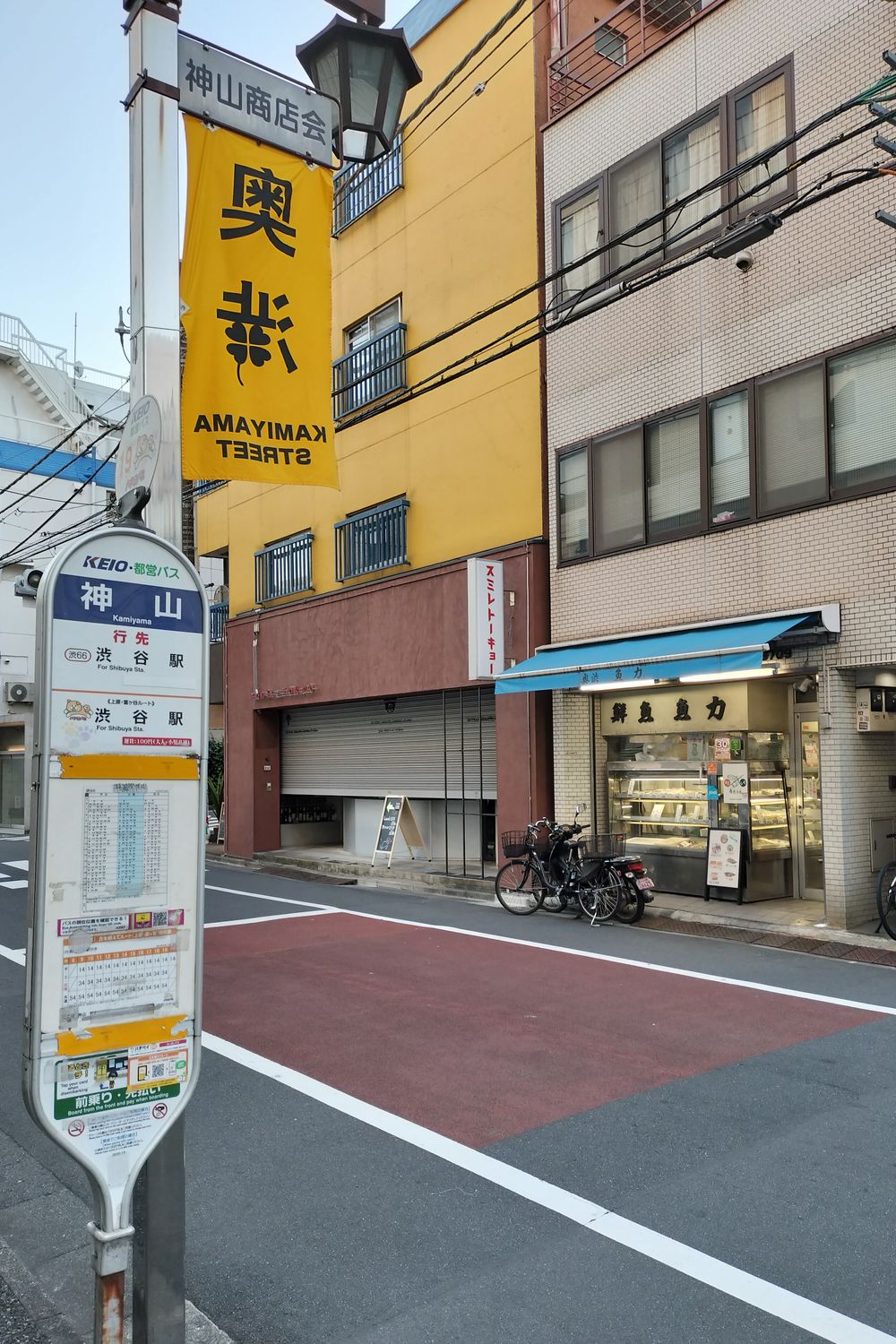
神山停留所
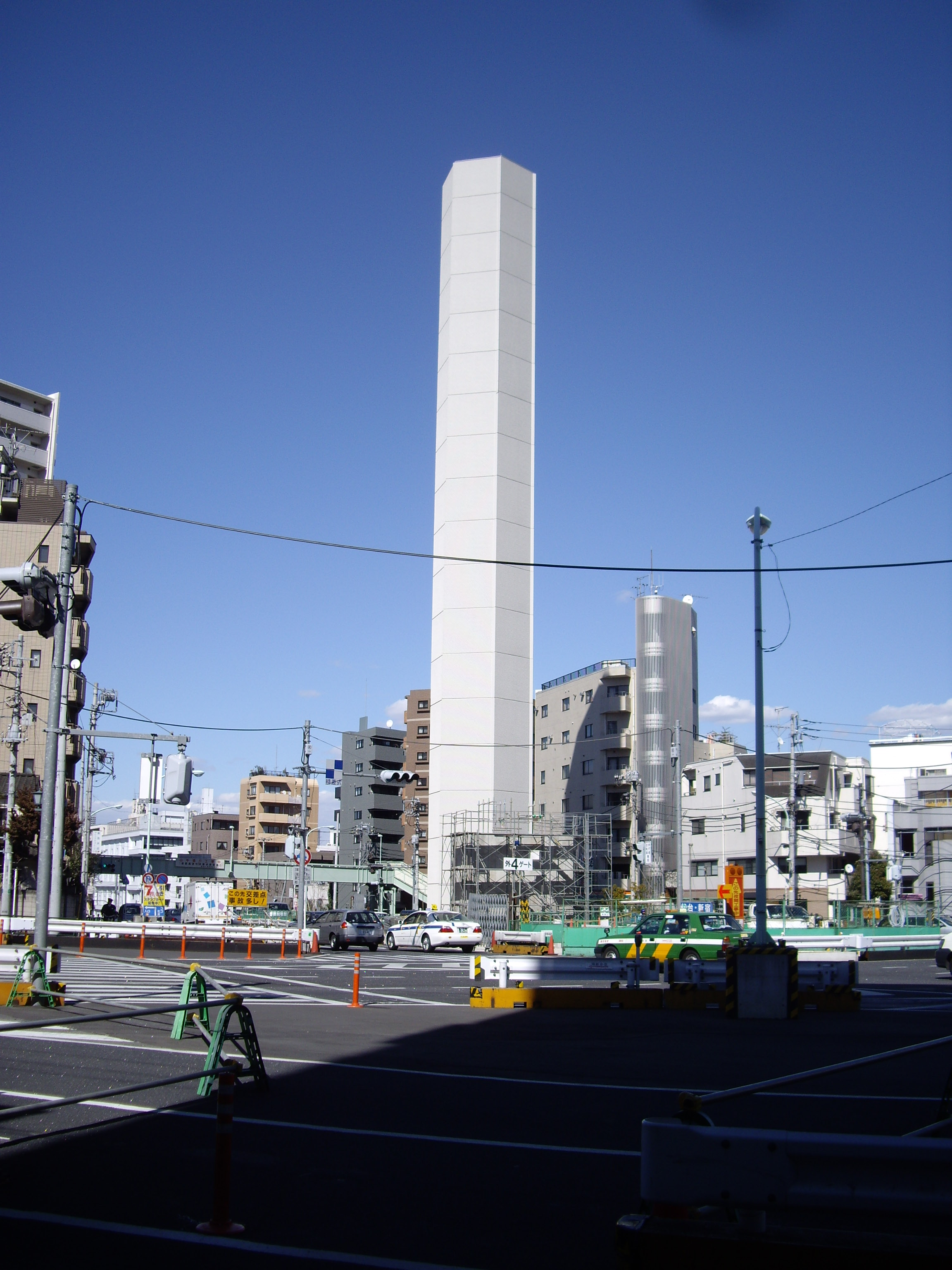
神山町換気所
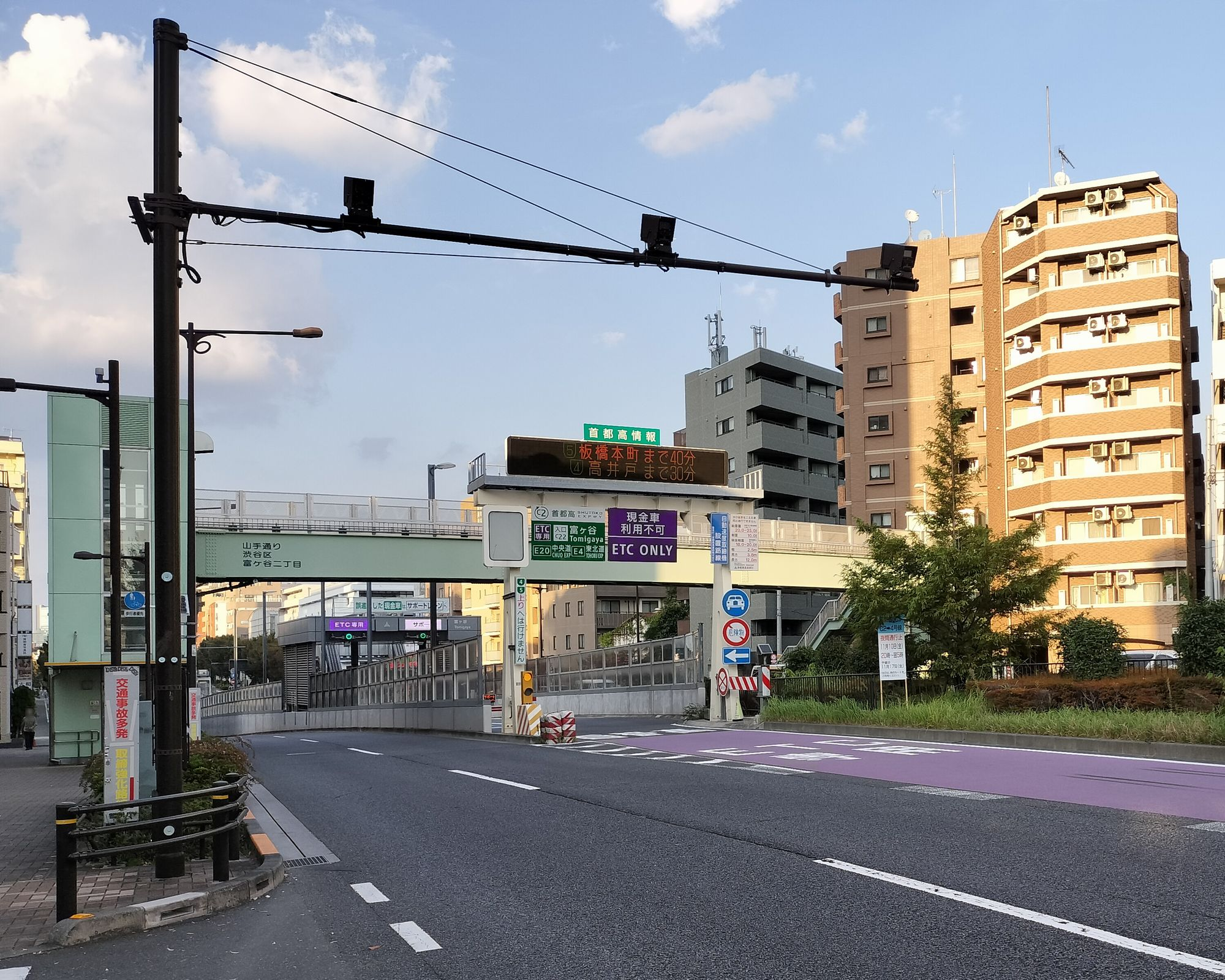
富ヶ谷出入口

## 祭・催事
- 渋谷の総鎮守である金王八幡宮では、毎年9月中旬に例大祭が行われる[13]。

## 事業所
2021年（令和3年）現在の経済センサス調査による事業所数と従業員数は以下の通りである。
- 事業所数 : 258事業所
- 従業員数 : 5,811人

### 事業者数の変遷
経済センサスによる事業所数の推移。
| 年                 | 事業者数 |
| ------------------ | -------- |
| 2016年（平成28年） | 189      |
| 2021年（令和3年）  | 258      |

### 従業員数の変遷
経済センサスによる従業員数の推移。
| 年                 | 従業員数 |
| ------------------ | -------- |
| 2016年（平成28年） | 4,676    |
| 2021年（令和3年）  | 5,811    |

## 施設

### 大使館
- ニュージーランド大使館
- モンゴル国大使館
- ラトビア大使館
- ヨルダン大使館
- イラク大使館

### 宗教
- パーフェクト リバティー教団（PL教団） - 東京中央教会およびPL病院東京診療所
- 道会 - 本部および附属松村幼稚園

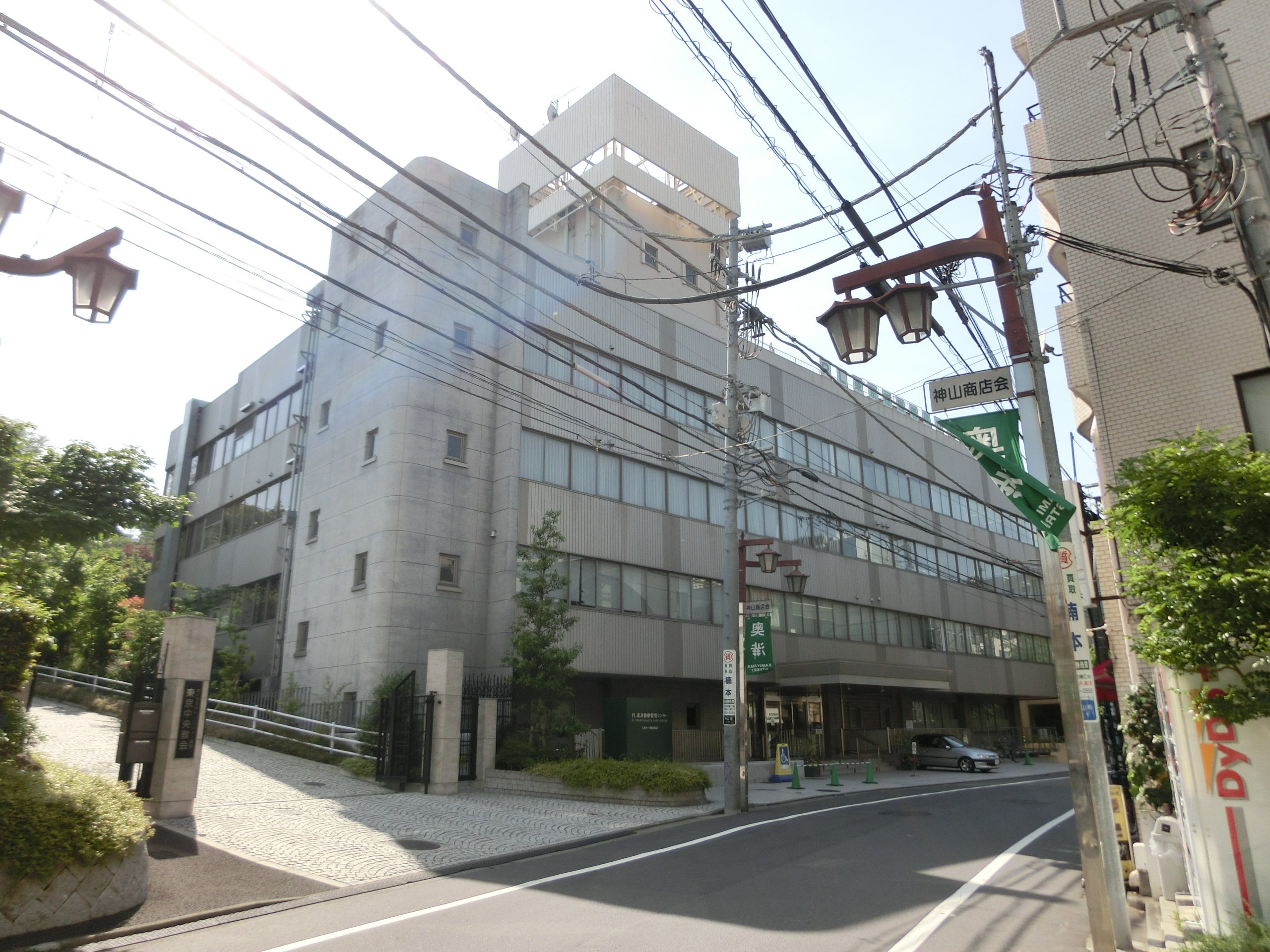
PL教団施設（右の建物が診療所、左が教会の門）

### 企業等
- 第三共同ビル（白洋舍ビル）- 白洋舍営業所やNHKエンタープライズ本社[1]、NHKメディアテクノロジー本社などが入居している。
- 第六共同ビル - NHKグローバルメディアサービス本社が入居[16]。
- NRビル - NHKプロモーションが入居[17]。
- 渋谷クレストンホテル

### かつて存在した施設
- アリマックスホテル - 2008年2月末に閉館。
- 民主青年会館 - 日本民主青年同盟中央委員会の本部事務所。千駄ヶ谷に移転。

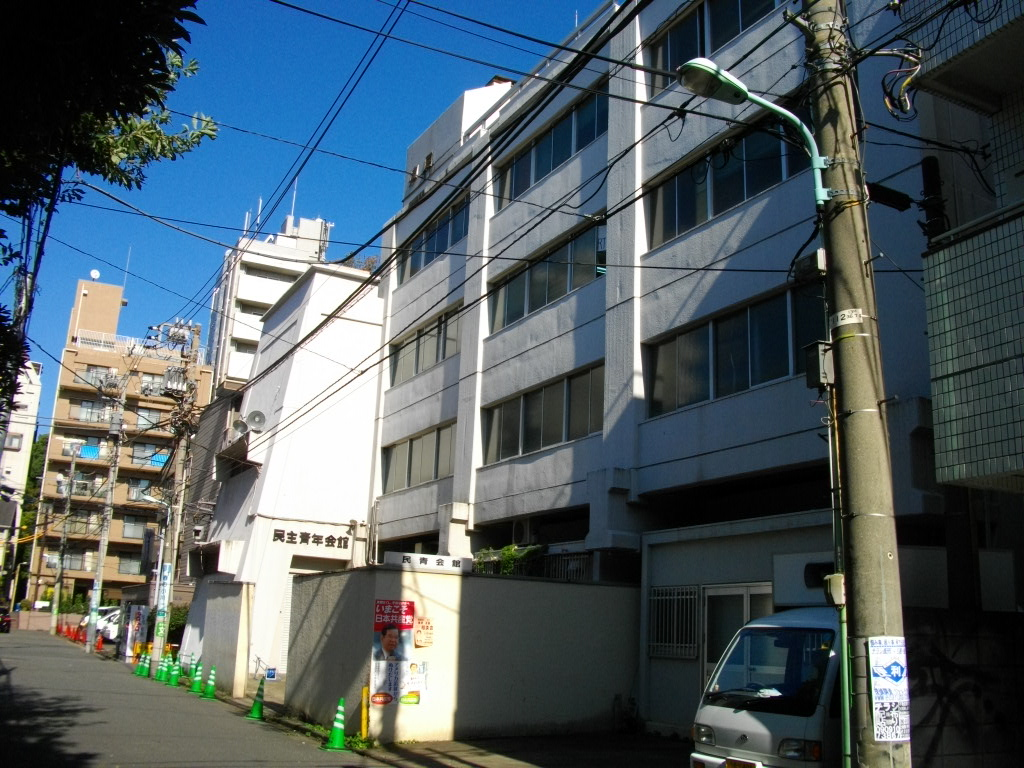
旧・民主青年会館（2010年に取り壊し済み、撮影は2009年）

## 管轄等

### 警察
- 警察署 - 全域が渋谷警察署の管轄である[注釈 2]。
- 交番 - 全域が宇田川交番の受け持ち区域である[18]。

### 消防
- 消防署 - 全域が渋谷消防署の管轄である。
- 消防団 - 全域が渋谷消防団第十分団の受け持ち区域である。分団の施設は神山町北西端の山手通り沿いにある[注釈 3]。

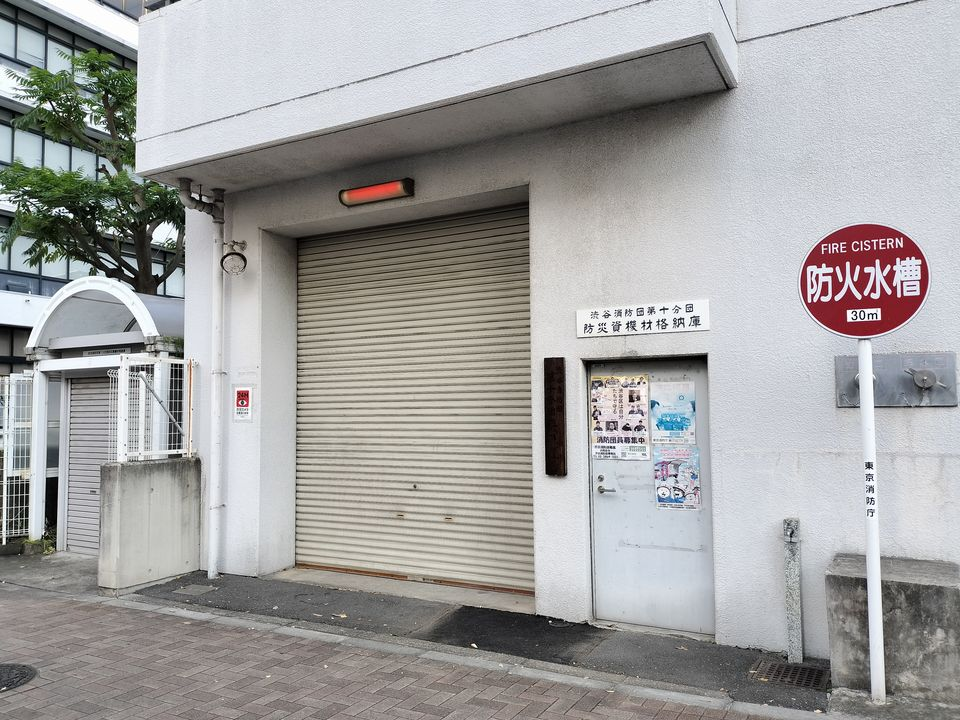
渋谷消防団第十分団

### 日本郵便
- 郵便番号 : 150-0047[4]（集配局 : 渋谷郵便局[19]）。

## 当地でロケを行ったドラマ
- ブスの瞳に恋してる
- 僕と彼女と彼女の生きる道
- 結婚できない男
- 恋におちたら
- だめんず・うぉ〜か〜
- トップキャスター

## ゆかりの人物

### 出身者
- 麻生和子 - 父吉田茂が単身赴任し、8歳頃から同地に居住[注釈 4]
- 寬仁親王妃信子[注釈 4]
- 麻生太郎[注釈 4] [20]
- 麻生泰[注釈 4]

### 居住等
- 牧野伸顕[注釈 4]
- 吉田茂[注釈 4]
- 麻生太賀吉[注釈 4]
- 出光計助 - 出光興産第二代社長。居住歴あり。

## 出来事
- 渋谷暴動事件 - 神山町東交差点付近に殉職警察官の慰霊碑がある。当時は神山派出所があった。
- 麻生邸見学ツアー逮捕事件